# Интеллектуальная фантастика
Интеллектуальная фантастика (философская фантастика, литературная фантастика, неформатная фантастика) — это фантастика, для которой характерны, согласно мнению известного критика и писателя Дмитрия Володихина, следующие четыре особенности:
- второстепенность приключенческой составляющей;
- более богатый арсенал художественных средств, чем у большинства других писателей-фантастов;
- стремление к экспериментам с языком;
- обращение к аудитории «квалифицированных» читателей без расчёта на непременный успех у широкой читательской аудитории.

## Примеры
В рецензии на литературоведческую книгу Д. Володихина «Интеллектуальная фантастика» другой известный критик, Василий Владимирский, называет следующие примеры интеллектуальной фантастики: «Эфиоп» Бориса Штерна, произведения Андрея Лазарчука (эпопея «Опоздавшие к лету»), Святослава Логинова («Яблочко от яблоньки», «Свет в окошке»), отдельные книги Марины и Сергея Дяченко («Vita Nostra»), рассказы Алана Кубатиева (значительная часть сборника «Ветер и смерть»), произведения Александра Тюрина («Вооружённое восстание животных»), Александра Щёголева («Мания ничтожности», «Хозяин»), Дмитрия Колодана, Карины Шаинян.